# Matthias Volz
Max Matthias Volz (* 4. Mai 1910 in Schwabach; † 26. August 2004 in Gunzenhausen) war ein deutscher Gerätturner. Sein Heimatverein war der TV 1848 Schwabach.
Bei den Olympischen Sommerspielen 1936 in Berlin gewann er eine Goldmedaille im Mannschaftsmehrkampf und je eine Bronzemedaille in den Einzelwettbewerben im Pferdsprung und im Ringeturnen. Er ist neben anderen Medaillengewinnern und Teilnehmern im zweiten Teil („Fest der Schönheit“) des teilweise propagandistisch geprägten Dokumentarfilms von 1938 zu sehen, den die deutsche Regisseurin Leni Riefenstahl unter dem Titel „Olympia“ über die Spiele von 1936 produzierte.